# Luis Ángel Peralta
Luis Ángel Peralta Ramírez (Chinandega, 12 de octubre de 1988) es un futbolista nicaragüense. Juega como Centrocampista de contención y actualmente milita en el Managua FC de la Primera División de Nicaragua. Debutó en el extinto club VCP Chinandega en 2008, Pertenece a la agencia de Representación Aspisal Sports Developments.

## Trayectoria

### VCP Chinandega
Luis debutó en uno de los dos clubes de su natal Chinandega el VCP Chinandega. Ahí estuvo bajo el mando de Flavio Da Silva.

### Diriangén FC
Su llegada a Diriangén se dio en julio de 2011 bajo el mando del director técnico costarricense Glen Blanco pero todavía no logra la titularidad puesto que ese torneo estuvieron como mediocampistas Marcos Román, German Umaña, David Solórzano (improvisado).
Poco a poco va tomando mayor nivel en el mediocampo al punto de volverse una pieza indiscutible en su posición.

## Clubes
| Club            | País      | Año         |
| --------------- | --------- | ----------- |
| VCP Chinandega  | Nicaragua | 2008 - 2010 |
| Diriangén       | Nicaragua | 2010 - 2015 |
| Walter Ferretti | Nicaragua | 2015 - 2017 |